# Кроупа, Зденек
Зденек Кроупа (чеш. Zdeněk Kroupa; 15 ноября 1921, Адамов, ныне Пардубицкий край, Чехия — 7 января 1999, Брно, Чехия) — чешский оперный певец (бас).

## Биография
Унаследовал талант от своей матери, артистки любительского театра. Образование получил в высшей государственной школе промышленного строительства в Брно. Работал некоторое время по специальности.
Позже занялся вокалом. Ученик Танкреди Пазеро,  благодаря таланту и прекрасному голосу был принят в коллектив Национального театра в Брно.
Первое сольное выступление состоялось в августе 1946 года. В 1947—1948 годах выступал на сцене Государственной оперы в Остраве.
С 1970 года до выхода на пенсию в 1991 году, пел в австрийском национальном театре в Линце. Услышав выступление Кроупы, Герберт фон Караян предложил ему перейти в Венскую государственную оперу, однако власти ЧССР не дали на это согласие.
В числе партий певца были партии в операх «Фальстаф», «Борис Годунов», Рокко в «Фиделио», Мефистофель в «Фаусте», злодей Даппертутто в «Сказках Гофмана», «Набукко» и др.
Снялся в нескольких фильмах «Dalibor» (1956), «Poupě» (Телевизионный фильм, 1967), «Čertova stěna» (Телевизионный фильм, 1973).

## Награды
- 1973 — Премия за художественное исполнение — за партию браконьера в опере чешского композитора Леоша Яначека «Приключения лисички-плутовки».
- 1979 — Медаль за заслуги — за популяризацию произведений Леоша Яначека.
- 1994 — Почётный гражданин города Адамов.